# Ayi (sepički jezik)
Ayi jezik (ISO 639-3: ayq), jedan od sepičkih jezika skupine tama, kojim govori 430 ljudi (2000 popis) na jugoistoku provincije Sandaun u tri sela.
Srodan je jeziku pasi [psq]. Muškarci se služe i jezikom tok pisin.

## Vanjske poveznice
- Ethnologue (14th)
- Ethnologue (15th)